# Storthyngura antarctica
Storthyngura antarctica är en kräftdjursart som beskrevs av Malyutina och Brandt 2004A. Storthyngura antarctica ingår i släktet Storthyngura och familjen Munnopsidae. Inga underarter finns listade i Catalogue of Life.